# Єрші (Свічинський район)
Єрші́ (рос. Ерши) — присілок у складі Свічинського району Кіровської області, Росія. Входить до складу Свічинського сільського поселення.
Населення становить 34 особи (2010, 40 у 2002).
Національний склад станом на 2002 рік — росіяни 92 %.